# Chips (banda)
Chips foi uma banda pop sueca formada em 1979 por Kikki Danielsson e Lasse Holm e dissolvida em 1983. 
A banda Chips terminou em quarto lugar no Melodifestivalen de 1980, com a canção Mycke' mycke' mer, com Lars Westman, Lisa Magnusson, Mats Rådberg e Monica Silvestrand com cantores do coro. Depois do Festival de 1980, Britta "Tanja" Johansson tornou-se membro dessa banda. Em 1980, a banda lançou o álbum homónimo Chips e pouco tempo depois Elisabeth Andreassen tornou-se membro do grupo. Umas semanas depois, elas fizeram turnés pela antiga Alemanha Ocidental. Em Düsseldorf , o tv-show  Show-Express tornou-se um grande sucesso para a banda. 
Surgiram com um novo nome Sweets 'n Chipsparticiparam no Melodifestivalen de 1981, onde terminaram em segundo com o tema God morgon. Uns tempos depois, a banda foi reduzida para dois elementos. No Melodifestivalen de 1982, apenas com Elisabeth Andreassen e  Kikki Danielsson cantando a canção  "Dag efter dag" venceram a competição. A banda representou a Suécia no  Festival Eurovisão da Canção 1982 em Harrogate no Reino Unido, terminaram em oitavo lugar.
Depois do sucesso alcançado no Melodifestivalen de 1982,  lançaram o álbum  "Having a Party"  que vendeu 100.000 cópias na Suécia. Elas fizeram turnés pelo norte da Europa e tiveram sucesso em 1982. Todavia, a banda foi dissolvida em 1983, por dois motivos: primeiro não tiveram sucesso fora da Suécia e Noruega e porque cada uma delas seguiu uma carreira a solo.

## Discografia

### Álbuns
- Chips (1980)
- Having a Party (1982)
- 20 bästa låtar (1997 compilação)

### Singles
- Mycke' mycke' mer/Can't Get over You (1980)
- God morgon/It Takes More than a Minute (1981)
- Dag efter dag/Här kommer solen (1982)

## Canções no Top Sueco
- Mycké, mycké mer - 1980
- High school - 1980
- God morgon - 1981
- Här kommer solen - 1982
- Dag efter dag - 1982

## Membros
- Elisabeth Andreassen (1980-1983)
- Kikki Danielsson (1979-1983)
- Lasse Holm (1979-1983)
- Britta "Tanja" Johansson  (1979-1981)